# Шахов, Сергей Владимирович
Сергей Владимирович Шахов (укр. Сергій Володимирович Шахов; род. 7 мая 1975, посёлок Саяк, Джезказганская область, Казахская ССР) — украинский политик, общественный деятель и предприниматель. Народный депутат Украины VIII созыва с 6 сентября 2016 по 20 августа 2019 года и IX созыва с 29 августа 2019 года.

## Биография
Сергей Шахов родился 7 мая 1975 года в казахском посёлке Саяк, входившем в состав Джезказганской области (ныне территория Карагандинской области). В 1976 году его семья переехала в город Брянка, а через десять лет, в 1986-м, поселилась в Стаханове.

### Образование
В период с 1990 по 1993 год Шахов учился в ПТУ № 21 города Брянка, где получил специальность повара-кондитера. В 2005 году окончил Университет экономики и права КРОК, где учился по специальности «правоведение». В 2011 году получил диплом магистра Национальной юридической академии Украины им. Ярослава Мудрого. В этом же году окончил обучение в Луганском Богословском Университете в честь Архистратига Михаила, где изучал богословие. В 2012-м освоил специальность «государственное управление» в Харьковском региональном институте государственного управления при Президенте Украины.

### Профессиональная и предпринимательская деятельность
Первый трудовой опыт Шахов получил в 1993 году, работая торговым представителем ОАО «Маричка». В 1996 году получил должность заместителя директора по продажам в ОАО «Руслан», на которые работал на протяжении следующих восьми лет, до 2004 года. С 2007 по 2011 год работал заместителем директора ОАО «Юридическая фирма РИМ». После этого стал главой компании «Луганская промышленная группа».

### Общественная деятельность
Основал стахановскую городскую общественную организацию «Благотворитель», которая занималась оказанием благотворительной помощи интернатам, средним общеобразовательным школам и гимназиям, дошкольным учебным заведениям, больницам и спортивным организациям. Также Сергей Шахов является основателем и главой Всеукраинской общественной организации «Народное доверие». В 2011 году был награждён Всеукраинской благотворительной организацией «Украинский фонд культуры».
В мае 2014 года политик передал военнослужащим Черниговского пограничного отряда 100 бронежилетов пятого уровня защиты. В июне стал инициатором проведения круглого стола в городе Луцк, на котором обсуждали проблемы переселенцев, прибывших на Волынь из Донбасса. К его проведению были привлечены представители местной власти, общественные организации и волонтёры. Во время войны в Донбассе волонтёры организации «Народное доверие» помогли переселить из зоны конфликта более 200 семей.

### Политическая деятельность
В марте 2006 года Сергей Шахов был избран депутатом Луганского областного совета пятого созыва.
8 декабря 2010 года стал членом исполнительного комитета Стахановского городского совета.
Во время пророссийских выступлений весной 2014-го Сергей Шахов выступил инициатором проведения круглых столов на тему: «Как объединить страну».
Оказывает финансовую помощь добровольным батальонам Национальной Гвардии.
С. Шахову удалось спасти жизнь лётчику, принимавшему участие в боевых действиях на востоке Украины. 17 августа истребитель был атакован ракетой в районе Самсоновки. Кроме того, Сергей Шахов активно заботится о здоровье раненых солдат, которые находятся на лечении в киевском Центральном военном госпитале.
17 июля 2016 года прошли промежуточные выборы в Верховную Раду, на которых избирались народные депутаты на пяти одномандатных мажоритарных избирательных округах, в тому числе и на 114-м. В состав округа входили Беловодский, Марковский, Меловский, Новопсковский, Станично-Луганский, Новоайдарский и частично Славяносербский районы Луганской области. Всего в выборах приняли участие 107 кандидатов, однако основная борьба развернулась между самовыдвиженцем Валерием Мошенским, кандидатом от партии «Наш край» Сергеем Шаховым и представителем «Оппозиционного блока» Борисом Лебедевым. Во время предвыборной кампании представители благотворительного фонда «Наш край» раздавали социальные карточки, которые давали право приоритетного участия в социальных программах фонда «Наш край» и общественного объединения «Защита селян». Конкуренты Шахова расценили такие действия как подкуп избирателей. Сергей Шахов победил, получив 37,6 % голосов избирателей.
7 февраля 2017 года Сергей Шахов вступил в состав депутатской группы «Воля народа».
25 декабря 2018 года включён в санкционный список России.

## Инциденты
10 ноября 2016 года охрана Сергея Шахова сообщила киевской полиции о том, что автомобиль, в котором находился нардеп, преследовали. Полицейские, прибывшие по вызову, задержали троих человек, передвигавшихся на авто марки «Мерседес». По информации полиции, эти люди имели при себе два пистолета и показали документы, доказывающие их отношение к полку особого назначения «Миротворец». В результате инцидента правоохранители открыли два уголовных дела по статьям 263 (неосторожное обращение с оружием, боеприпасами или взрывными веществами) и 182 (нарушение неприкосновенности личной жизни). Сам политик назвал событие покушением на его жизнь.
13 июля 2018 года, во время митинга работников государственных шахт, которые добивались погашения задолженности по заработной плате, возле здания министерства энергетики между Шаховым и министром Игорем Насаликом произошёл конфликт с применением силы.
16 августа 2018 вечером подрался в эфире телеканала «Прямой» с нардепом от Радикальной партии Игорем Мосийчуком. Позднее Шахов и Мосийчук подрались во второй раз в лифте офиса телеканала «Прямой».